# Josef Kajnek

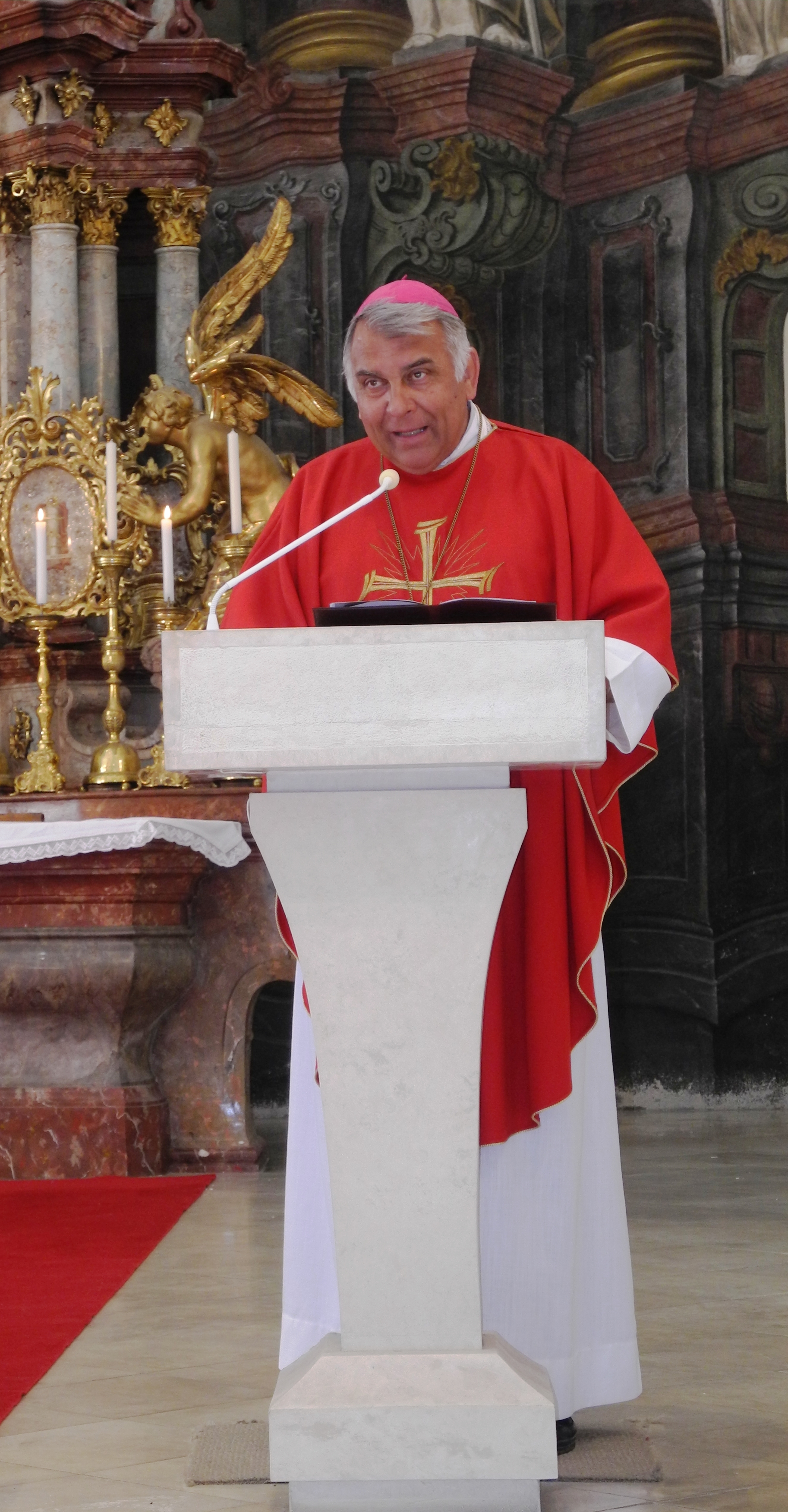
Josef Kajnek (2013)

Bischofswappen

Josef Kajnek (* 18. April 1949 in Kutná Hora, Tschechoslowakei) ist ein tschechischer römisch-katholischer Geistlicher und emeritierter Weihbischof in Königgrätz.

## Leben
Kajnek studierte an der Theologischen Fakultät in Leitmeritz und empfing am 26. Juni 1976 in Prag die Priesterweihe für das Bistums Königgrätz. Anschließend war er Kaplan in Česká Třebová, danach Pfarradministrator in Písečná und Ústí nad Orlicí.
Im Jahr 1984 wurde ihm wegen Behinderung der staatlichen Kirchenaufsicht die staatliche Lizenz entzogen, zusätzlich wurde er zu Freiheitsentzug auf Bewährung verurteilt. Nachdem er einige Zeit bei der staatlichen Forstverwaltung und beim U-Bahn-Baukombinat Metrostav in Prag arbeiten musste, durfte er in den priesterlichen Dienst zurückkehren und war Pfarradministrator in Chomutice (Okres Jičín), später in Lázně Bělohrad und danach in Pardubice.
1990 ernannte ihn Diözesanbischof Karel Otčenášek zum Generalvikar; dieses Amt bekleidete er bis 1998.
Am 4. November 1992 wurde er zum Titularbischof von Aquae in Dacia und zum Weihbischof in Königgrätz ernannt. Am 12. Dezember 1992 empfing er von Karel Otčenášek die Bischofsweihe. Mitkonsekratoren waren der Apostolische Nuntius in Tschechien, Erzbischof Giovanni Coppa, und der Prager Erzbischof Miloslav Vlk. Als seinen Wahlspruch wählte er „In humilitatae servire“ (deutsch „Dienen in Demut“).
1998 kehrte er auf eigenen Wunsch in die Gemeindepastoral zurück und war in Pfarreien von Jablonné nad Orlicí und Umgebung tätig. 2001 wurde er wieder Administrator in Pardubice, der zweitgrößten Stadt der Diözese. Zudem wirkte er ab 1998 auch als Bischofsvikar für geistliche Berufungen. In der Tschechischen Bischofskonferenz war er für die Gefängnisseelsorge zuständig. Nach der Reinstallation des Domkapitels zum Hl. Geist in Hradec Králové wurde er am 10. November zum Propst des Kapitels ernannt.
Nach der Ernennung von Bischof Dominik Duka zum Erzbischof von Prag wurde Weihbischof Kajnek am 12. April 2010 für die Zeit der Sedisvakanz zum Diözesanadministrator bestellt.
Papst Franziskus nahm am 12. Dezember 2023, wenige Monate vor dem Erreichen der Altersgrenze für Bischöfe, seinen Rücktritt an.